# Ferran Cardenal i de Alemany
Ferran Cardenal i de Alemany   (Barcelona, 1945) és un advocat i polític català. Llicenciat en dret, la seva especialitat és el dret del treball. Va ingressar en el cos d'Inspectors de Treball i la seva primera destinació va ser Las Palmas de Gran Canaria, des d'on va passar a Barcelona. Va ser director de relacions laborals de Transports de Barcelona. El president Tarradellas el va nomenar per formar part de la Comissió de Traspassos Govern Central-Generalitat. Fou nomenat governador civil de la província de Barcelona després que el PSOE guanyés les eleccions generals espanyoles de 1982. Va ocupar el càrrec durant més de 10 anys, durant els quals va copresidir la Junta de Seguretat de Catalunya, va ser president del Consell de Seguretat Urbana de Barcelona i responsable de la seguretat dels Jocs Olímpics de Barcelona. L'any 1993 va ser nomenat director general de la Guàrdia Civil, càrrec que va ocupar fins al 1996, any en què el govern central va passar a mans del Partit Popular.
El 2007 ocupava el càrrec de director de la Delegació Territorial de la Inspecció de Treball i Seguretat Social a Catalunya. El 2011, era conseller d'Afers Socials per a Bèlgica i Luxemburg del Ministeri de Treball i Immigració d'Espanya.

## Biografia
Ferran Cardenal de Alemany va estudiar el batxillerat a l'institut Balmes d'aquesta ciutat, i Dret a la Universitat de Barcelona (1962-1967). És casat i té tres fills.

## Inspecció de Treball i Transports de Barcelona
Va ingressar al cos d'inspectors de treball l'any 1969. El seu primer destí va ser Las Palmas de Gran Canaria on, actuant en qualitat d'administrador judicial (1971 - 1974), va promoure la creació d'una societat anònima laboral, Sociedad Anónima Laboral Canaria de Autobuses Interurbanos (SALCAI), per tal de solucionar la fallida de les empreses de transport de l'illa de Gran Canaria (AICASA i associades), salvant així els llocs de treball i el col·lapse del transport. Aquest és un dels testimonis recollits en l'obra de referència: "Entonces, el que es hoy Director de la Guardia Civil, Fernando Cardenal, que era inspector de trabajo aquí, ese fue quien formó las dos empresas....nos dieron coches nuevos, una subvención de trescientas mil pesetas a cada empleado que tenía SALCAI, para formar la empresa. "
L'any 1974 va obtenir plaça a la inspecció de treball de Barcelona, realitzant feines d'inspecció fins a l'any 1981 en què va ingressar a les empreses de Transports de Barcelona i Ferrocarril Metropolità de Barcelona com a director de relacions laborals.

## Comissió Mixta de Traspassos Govern-Generalitat
El gener de 1978, El President Josep Tarradelles va consensuar amb els principals partits polítics catalans la composició de la part catalana de la Comissió Mixta de Traspassos Govern-Generalitat. Cada component era responsable d'una àrea temàtica. Ferran Cardenal va ser proposat pel Partit dels Socialistes de Catalunya, i confirmat pel President Tarradelles, per l'àrea de Treball. També va formar part de les comissions de Sanitat, Seguretat social, Funció Pública i Pressupostos. En total la comissió estava composta per 15 persones, entre les quals es trobaven Llibert Cuatrecases, Josep Maria Cullell, Joan Majó, Joaquim Molins, Albert Vilalta i Carmina Virgili. La Generalitat provisional va assumir les competències en matèria laboral el primer d'octubre de 1979.

## Governador Civil de Barcelona
El primer govern espanyol presidit per Felipe González el va nomenar governador civil de Barcelona el 16 de desembre de 1982, i va prendre possessió del seu càrrec el 17 de desembre, en un acte en què es va acomiadar el seu predecessor Federico Gallo Lacárcel.

### Junta de Seguretat de Catalunya
L'article 13 de l'Estatut d'Autonomia de Catalunya establia l'autorització per crear una policia autonòmica, i definia el seu àmbit d'actuació. En el mateix article es creava La Junta de Seguretat de Catalunya, amb la missió de coordinar l'actuació de la policia autonòmica amb les policies estatals, i a més li donava la responsabilitat de fixar-ne l'estatut, l'organització, la dotació numèrica i l'estructura. La Junta estava composta per cinc membres del govern de la Generalitat i cinc representants del govern central, i estava copresidida per un dels membres de cada una de les parts. Es va constituir el 13 de gener de 1981 en un acte presidit pel president de la Generalitat Jordi Pujol, en el Palau de la Generalitat.
El responsable de copresidir la Junta per part de la Generalitat va estar sempre el Conseller de Governació. Des de la data en què Ferran Cardenal va ser nomenat governador fins que va deixar el càrrec, la presidència de la part estatal a la Junta va exercir-la sempre ell, tret d'alguna reunió extraordinària, com la presidida pel president Pujol i el ministre de l'interior José Luis Corcuera, a Febrer de 1990.
L'any 1986 es va aprovar la llei de Fuerzas y Cuerpos de Seguridad del Estado (Ley Orgánica 2/1986), que definia les funcions de les policies estatals, autonòmiques y locals. El grup parlamentari de CIU va donar suport a l'aprovació de la llei. No obstant en el funcionament de la Junta es va veure que el marc establert per la normativa legislativa referent a la policia autonòmica no era acceptat per la Generalitat, particularment pel que feia referència a l'actuació com policia judicial. Per contra la part estatal de la Junta reclamava que les actuacions de la Generalitat es desenvolupessin d'acord amb les normatives. Axó va crear un conflicte que va resultar en un bloqueig de la Junta. Considerant, a més, que l'important tema del finançament de la policia autonòmica era fora de les competències de la Junta, va fer que la Generalitat optés pel camí de les negociacions amb el Govern de la Nació, principalment a través de la comissió Estat-Generalitat, que per part Catalana era presidida per Miquel Roca.
Fruit de les negociacions es va assolir un acord de finançament de la policia autonòmica que va establir que es transferirien les partides econòmiques que resultessin del traspàs de funcions entre els cossos de policia estatal i la policia autonòmica, i aquesta comptabilitat va ser portada per la Junta de Seguretat, que va reforçar la seva "Comissió Tècnica" per aquesta finalitat.

### Consell de Seguretat Urbana de Barcelona
L'any 1983 a Barcelona hi havia un sentiment d'inseguretat per part de la població. L'Ajuntament de la ciutat i el Govern Civil varen considerar que era un problema que havia de ser analitzat, per tal d'implementar polítiques i accions coordinades conduents a millorar la situació. Amb aquesta finalitat es va nomenar un comissionat, l'ex-alcalde Josep Maria Socías i Humbert, amb l'encàrrec de constituir una comissió. La Comissió va treballar durant 14 mesos, amb 11 grups de treball, un per cada tema que va considerar rellevant: anàlisi, menors, ensenyament, administració de justícia, policia, institucions penitenciàries, droga, seguretat del comerç, joventut, mitjans de comunicació, estrangers. Les accions recomanades se centraven en quatre "preceptes": prevenció, repressió, solidaritat, participació comunitària. Va recomanar la creació de consells de seguretat a nivell estatal, català i ciutadà.
El Consell de Seguretat de la Ciutat de Barcelona es va constituir el 25 de juny de 1984, presidit pel governador Ferran Cardenal, i l'alcalde Pasqual Maragall com a vicepresident. El Consell incloïa representants de l'Ajuntament, guàrdia urbana, policia nacional, Generalitat de Catalunya, Diputació de Barcelona, comerç, empresaris, sindicats, representants dels ciutadans, administració de justícia i mitjans de comunicació.
Durant el seu funcionament el Consell va identificar els problemes més rellevants que incidien en la seguretat: el consum de droga, la delinqüència de menors, l'atur, col·lectiu d'estrangers, etc. També va fer una anàlisi dels delictes segons la seva tipologia: robatoris a domicilis, a vehicles, a la via pública, al comerç, joieries, establiments bancàries, etc. Axó es va traduir amb mesures preventives dirigides a cada una de les causes i sectors. Es va fer un seguiment de la quantitat de delictes denunciats, i també varen realitzar-se enquestes per mesurar l'estat d'opinió dels habitants de Barcelona, segons els diferents districtes municipals.
Les mesures més efectives varen ser la coordinació de la policia municipal amb la policia nacional, la implementació de judicis ràpids o procediments d'alta velocitat (PAVE) per als casos de delinqüents sorpresos in fraganti, la creació de fiscals de districte, la lluita contra la droga. Algunes associacions de veïns, no obstant, varen considerar que no es feia ús de mesures de tipus de millora de les condicions socials o econòmiques, i varen retirar-se de la comissió ja a la reunió de principis del 1985.
Durant quasi tots els 10 anys de funcionament del Consell es varen produir reduccions en el nombre de delictes registrats. L'any 1987 va ser una excepció, amb un increment global del 4,5%. Algun any va ser particularment bo, com el 1988 en què va haver-hi una reducció del 40% en els robatoris a la via pública. L'any olímpic, lògicament, va tenir uns bons resultats, gràcies a l'increment de les forces de seguretat presents a la ciutat. Paral·lelament la preocupació dels ciutadans per la seguretat també va disminuir, i així en l'enquesta que Sofemasa va fer l'any 1990 per encàrrec de l'Institut d'Estudis Metropolitans, la preocupació pels robatoris i agressions figurava en quart lloc, darrere de les drogues, la contaminació i el cost de la vida.

### Seguretat dels Jocs Olímpics
La seguretat dels Jocs Olímpics de Barcelona va ser una responsabilitat del govern central, que va crear la Comisión Superior de Seguridad Olímpica presidida pel Secretari de Seguretat Rafael Vera l'any 1978. Més tard, l'any següent, es va crear la Comisión de Planificación de Seguridad Olímpica, presidida pel Governador de Barcelona, Ferran Cardenal. La responsabilitat d'aquesta comissió va ser planificar i executar els plans de seguretat olímpica, segons el model de Calgari, en que el mateix organisme planificador va ser responsable de l'execució. Així, Ferran Cardenal va passar a ser el màxim responsable de la seguretat dels Jocs. En acabar-se l'esdeveniment, la premsa va valorar positivament l'èxit de la seguretat

### Primera comissaria espanyola per dones mal tractades
La primera comissaria de l'estat creada específicament per atendre denúncies de dones, principalment per maltractament de gènere, es va obrir a Barcelona el primer de Març de 1988, a instàncies del governador Ferran Cardenal. Els agents de policia de la comissaria eren també dones, i era ubicada al carrer Roger de Lluria de Barcelona.

### Investigació relacionada amb els fons reservats
Els fons reservats eren unes partides pressupostàries adscrites al Ministeri de l'Interior del Govern Espanyol destinades, entre altres finalitats, a la lluita antiterrorista i del narcotràfic, que per motius de seguretat eren opaques, és a dir que no figurava documentalment el detall del seu ús. Durant el mandat del PSOE varen haver-hi investigacions relacionades amb el possible ús de fons reservats per pagament de sobresous a alts càrrecs del Ministeri del Interior. Diverses persones, com ara delegats del govern i governadors de ciutats importants varen ser investigades, entre ells Ferran Cardenal, no obstant les investigacions relatives a la seva persona varen resultar negatives i conseqüentment no va estar imputat en la causa.

## Director general de la Guàrdia Civil
Deixà el càrrec de governador civil el desembre de 1993, quan fou nomenat director general de la guàrdia civil en substitució de Luis Roldán Ibáñez, càrrec que va ocupar fins a l'arribada al poder de José María Aznar el 1996. El comissari De Federico, investigador en el cas Lasa i Zabala, va manifestar que Ferran Cardenal l'hi havia obstaculitzat la investigació sobre l'assassinat dels membres d'ETA a mans de la guàrdia civil l'any 1983. Per contra, Margarita Robles, que aleshores era secretària d'Estat d'Interior del govern central, i màxima responsable de les investigacions, va manifestar que no era cert que s'haguessin produït obstaculitzacions.